# Kałyniwka (hromada Hłyboczycia)
Kałyniwka (ukr. Калинівка) – wieś na Ukrainie, w obwodzie żytomierskim, w rejonie żytomierskim, w hromadzie Hłyboczycia. W 2001 liczyła 671 mieszkańców, spośród których 668 wskazało jako ojczysty język ukraiński, a 3 rosyjski.